# Новый дворец (Белград)
Новый дворец (серб. Нови двор) — резиденция сербской королевской династии Карагеоргиевичей, а впоследствии и королей Королевства Югославии. Сегодня это резиденция президента Сербии. Дворец расположен на улице Венец Иво Андрича (серб. Андрићев Венац) в Белграде (Сербия) напротив здания Старого дворца. Памятник культуры, охраняется государством.

## История

### Строительство дворца
Здание Нового дворца возводилось как новая резиденция династии Карагеоргиевич и последнее из зданий комплекса дворцовых зданий на площади Теразия. С архитектурно-художественной точки зрения, противостоит зданию Народной ассамблеи и служит центральным элементом комплекса самых значительных зданий в Белграде. Он построен по амбициозному проекту архитектора Александра Бугарского (1880). Центральное место, согласно проекту, занимал бы королевский дворец, построенный на месте Старой резиденции (бывший дом Стояна Симича). Старый дворец (1884 г.) становился левым крылом дворца, а правым крылом - дворец престолонаследника, построенный в середине 1870 г. для Михаила Обреновича. Считается, что дворец был построен по проекту архитектора Косты Шрепловича в стиле романтизм, но некоторые источники указывают, что он только руководил  отделочными работами, а проект, на самом деле, разработали Йован Френцл и Йосиф Касано, самые известные архитекторы в Главном бюро строительства. Строительство этого здания уже указывало на тенденцию построить дворцовый комплекс как композицию из трёх частей. Тем не менее, князь Михаил жил в Старой резиденции, а новое здание было предназначено для Министерства иностранных и внутренних дел.
Идея построить новый дворец возникла после убийства Александра I Обреновича и сноса Старой резиденции год спустя. Новый король, Петр I Карагеоргиевич, проживал в Старой резиденции, которую в предшествующем периоде использовали только для торжественных приемов. Поскольку Старый дворец не был подходящим домом для монарха, казалось совсем естественным построить новую резиденцию.
Закладка Нового дворца для Александра I Карагеоргиевича начата в 1911 г. по проекту Стояна Тителбаха (1877—1916), выдающегося сербского архитектора начала 20-го века. Новый дворец является его единственным известным проектом, который он разработал в качестве архитектора Министерства строительства. Здание Нового дворца закончено в 1914 г. Оно потерпело большой ущерб в Первой мировой войне и тщательно восстановлено в 1919—1922 гг. под руководством специальной Комиссии, которая одновременно работала над проектом Старого дворца. Среди членов комиссии, которая полностью заботилась о будущем дворце и главном штабе маршала, были художник Урош Предич и архитекторы Министерства строительства Петар Попович и Момир Корунович. Новый дворец стал официальной королевской резиденцией в июне 1922 г., когда Александр I Карагеоргиевич и его супруга Мария переехали в здание.

### Стиль строительства

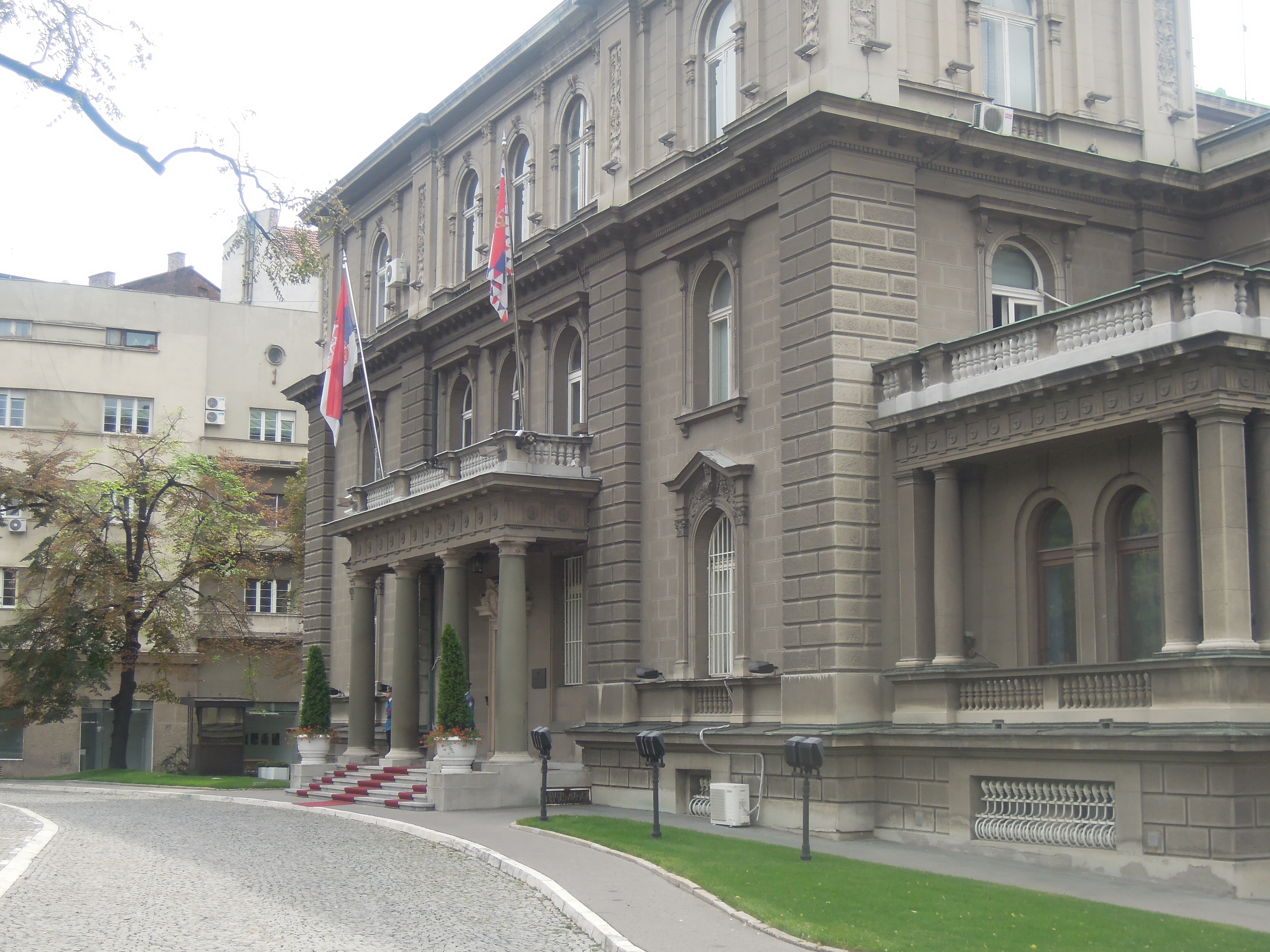
Современный вид дворца

Архитектура Нового дворца отражала идею исторической целостности комплекса, подчеркивая тенденцию завершить, в пространственном и символическом смысле, идею государства. Здание Нового дворца построено в качестве архитектурного аналога Старого дворца. Трехэтажное здание было построено в академическом стиле с элементами ренессансной и барочной архитектуры. Парадный фасад обращён к саду, а угловой ризалит, стоящий на углу здания, разработан в виде купола повторяющего архитектуру Старого дворца. Так достигается гармоничность дворцового комплекса и его симметрия. В разбивке фасада центральное место занимают первый и второй этажи как единое композиционное решение, цокольный этаж выполнен в рустикальном стиле, в то время как третий этаж выполнен независимо и более скромно. Разбивку главного фасада подчеркивают боковые выступы и центральный ризалит, в середине которого находится парадный вход с овальным навесом. В соответствии с назначением здания особенное место на фасаде занимались геральдические символы. В люнете центрального ризалита находился герб королевской династии Карагеоргиевич. Высшая доминанта Нового дворца это башня со шпилем, увенчанная бронзовой скульптурой парящего двуглавого орла, представляет собой главный элемент, соединяющий фасады с видом на улицы Короля Милана и Андрићев венац. Ещё один важный геральдический символ был расположен под куполом угловой башни: два одинаковых, симметрично расположенных щита с крестом и четырьмя огнивами, то есть сегмент герба королевства Сербии и позже неотъемлемый сегмент герба королевства Югославии. Центральным мотивом фасада с видом на улицу Андрићев венац являлся арочный ризалит, над которым находилась монументальная композиция с гербом в центре.
Планировка помещений Нового дворца утверждена проектом из 1911 г. в соответствии с назначением здания. Первый этаж отведен под помещения для торжественных приемов и столовой, часть здания с видом на улицу Короля Милана отведена под помещения для особо важных гостей, а второй и третий этажи были предназначены для королевской семьи. Кухня не была предусмотрена проектом, для этой цели служило расположенное рядом здание  в шумадийской (Шумадија - область в Сербии) манере, связанное тоннелем с первым этажом дворца. Роскошное оформление интерьера и обстановка помещений дорогой мебелью выполнено французской компанией Безье. Особое внимание уделено оформлению интерьера вестибюля, актового зала, столовой, комнатам в боснийском, японском и английском стилях, а также помещений предназначенных для короля и королевы.
Ограда с воротами и караульными будками, выделяющая здания и сад от улицы Короля Милана являлась неотъемлемой частью дворцового комплекса и представляла элемент, который связывал новый и старый дворец. Подобную роль играло здание для дворцовой стражи. Архитектор Момир Корунович выполнил расширение и реконструкцию фасада этого здания (1919/1920)  с расчётом обеспечить единообразие стилей Нового и Старого дворцов. Ворота в виде триумфальной арки с рельефной лепниной и геральдическими символами, арочное здание для дворцовой стражи и сад с фонтаном расположенный между дворцами придавали ансамбле дворцовых зданий роскошный и торжественный вид.

### Музей князя Павла
Здание Нового дворца было официальной королевской резиденцией с 1922 по 1934 годы. Когда королевская семья переехала в новый дворец на Дедине, по желанию короля Александра это здание стало Королевским музеем князя Павла (впоследствии переименованное в музей князя Павла). Музей был одним из важнейших учреждений культуры в королевстве, а по мнению современников принадлежал к ряду самых современных музеев в Европе. Сама по себе экспозиция была уникальной и необычной. На первом этаже были выставлены доисторические, античные и средневековые артефакты, на втором этаже была коллекция памятников национальной культуры и югославского искусства 19-го века, третий этаж был предназначен для современного европейского искусства, среди которых важное место занимали произведения отечественных мастеров. Музей князя Павла находился в здании Нового дворца до 1948 г., когда оно получило новое назначение при смене государственного устройства.

### Современный облик дворца

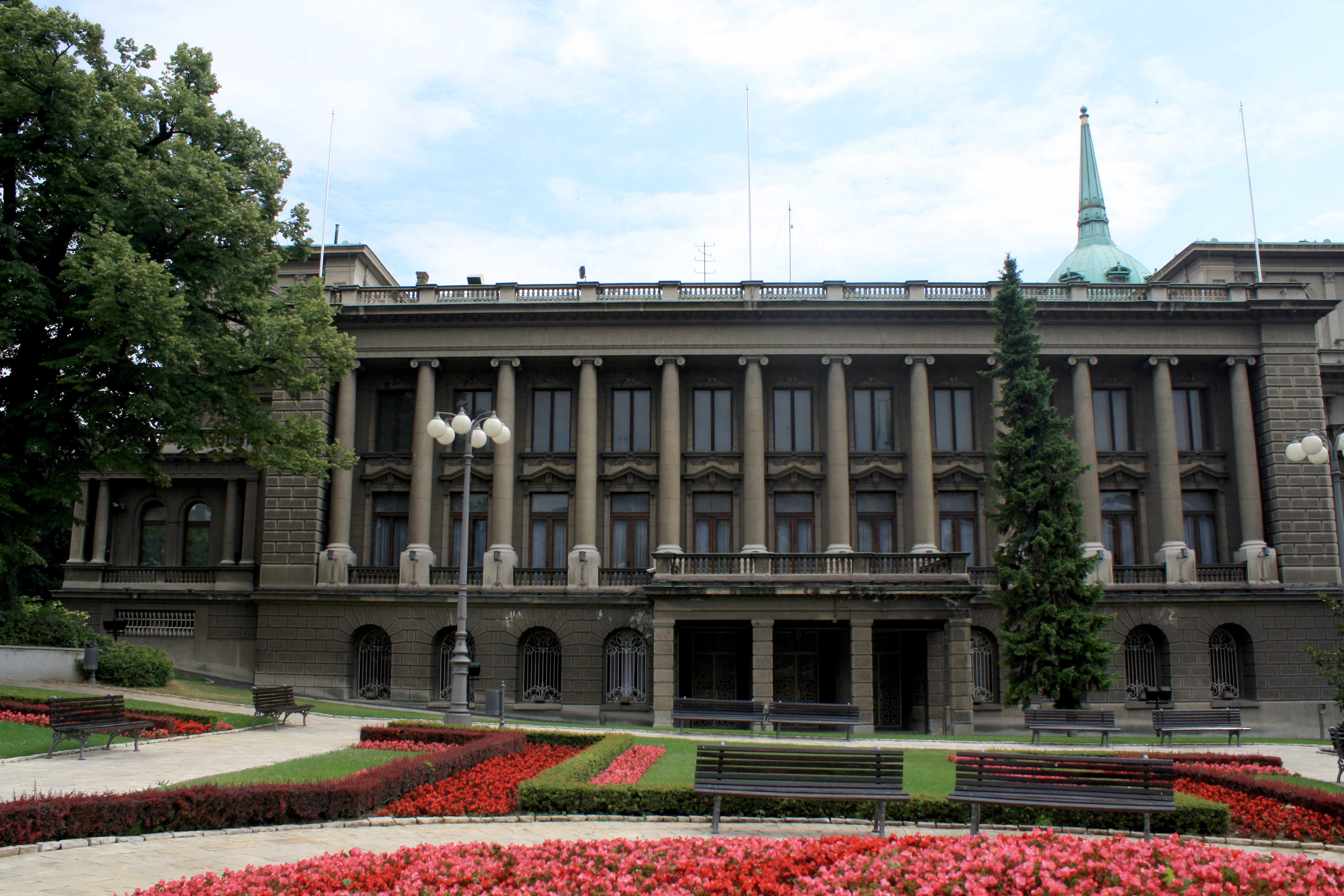
Новый дворец, Белград

Реконструкция Старого и Нового дворцов и новое назначение этих зданий после Второй мировой войны превратили дворцовый комплекс в административный центр государства и республики. Для того, чтобы соединить бывший дворцовый комплекс со зданием Национального собрания была снесена ограда и здание дворцовой стражи, а сад превратили в Пионерский парк. По проекту архитектора Милана Мирнича (1948—1953) выполнены работы по реконструкции и расширению здания бывшего Нового дворца для нужд Председательства НРС. Построили большой актовый зал с вестибюлем, а фасад с видом на Старый дворец получил совсем новое архитектурное решение, которое подчеркивала колоннада ионических колонн, в то время как сохранились боковые линии и линии оригинального архитектурного решения с видом на улицы Короля Милана и Андрићев венац. В соответствии с изменениями на восточной стороне Нового дворца находился подъезд напротив Пионерского парка, а геральдические символы были заменены символами нового государства. Особое внимание уделено оформлению интерьера пристроенной части, украшенной произведениями самых значительных югославских художников: Тома Росандић, Петар Лубарда, Милан Милуновић, Милица Зорић и др.
В здании Нового дворца с 1953 г. и по настоящее время размещаются высшие органы государственной власти. В нём находились Исполнительный совет НРС, Совет НРС, Председательство СРС и на протяжении длительного периода времени - рабочее место президента  Республики Сербии. Новый дворец и окружающие здания являются драгоценнейшей частью исторического ядра Белграда. Благодаря своей исторической, культурной, общественной и архитектурной ценности он был объявлен элементом культурного наследия в 1983 г («Службени лист града Београда» бр. 4/83).

## Галерея

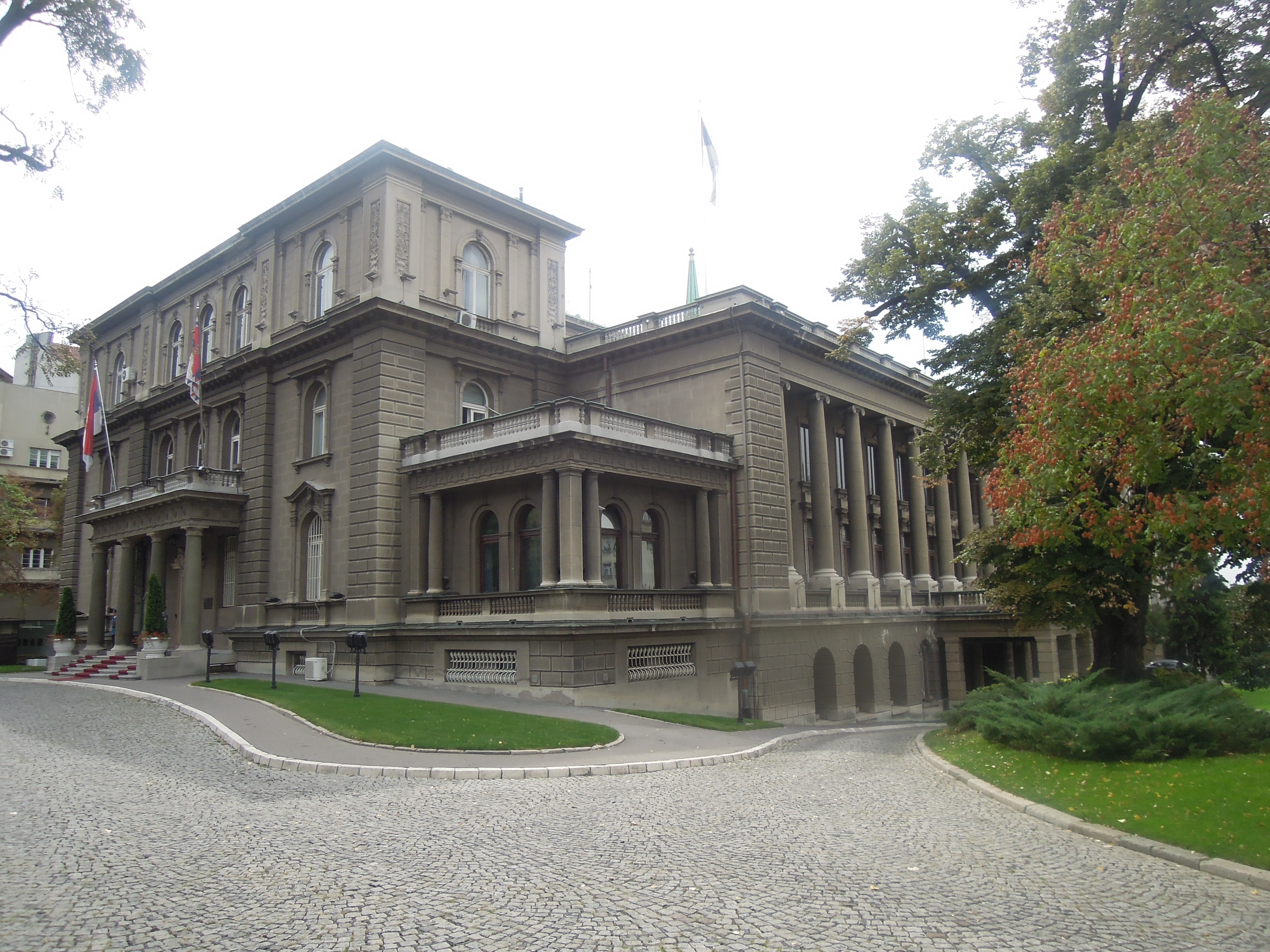
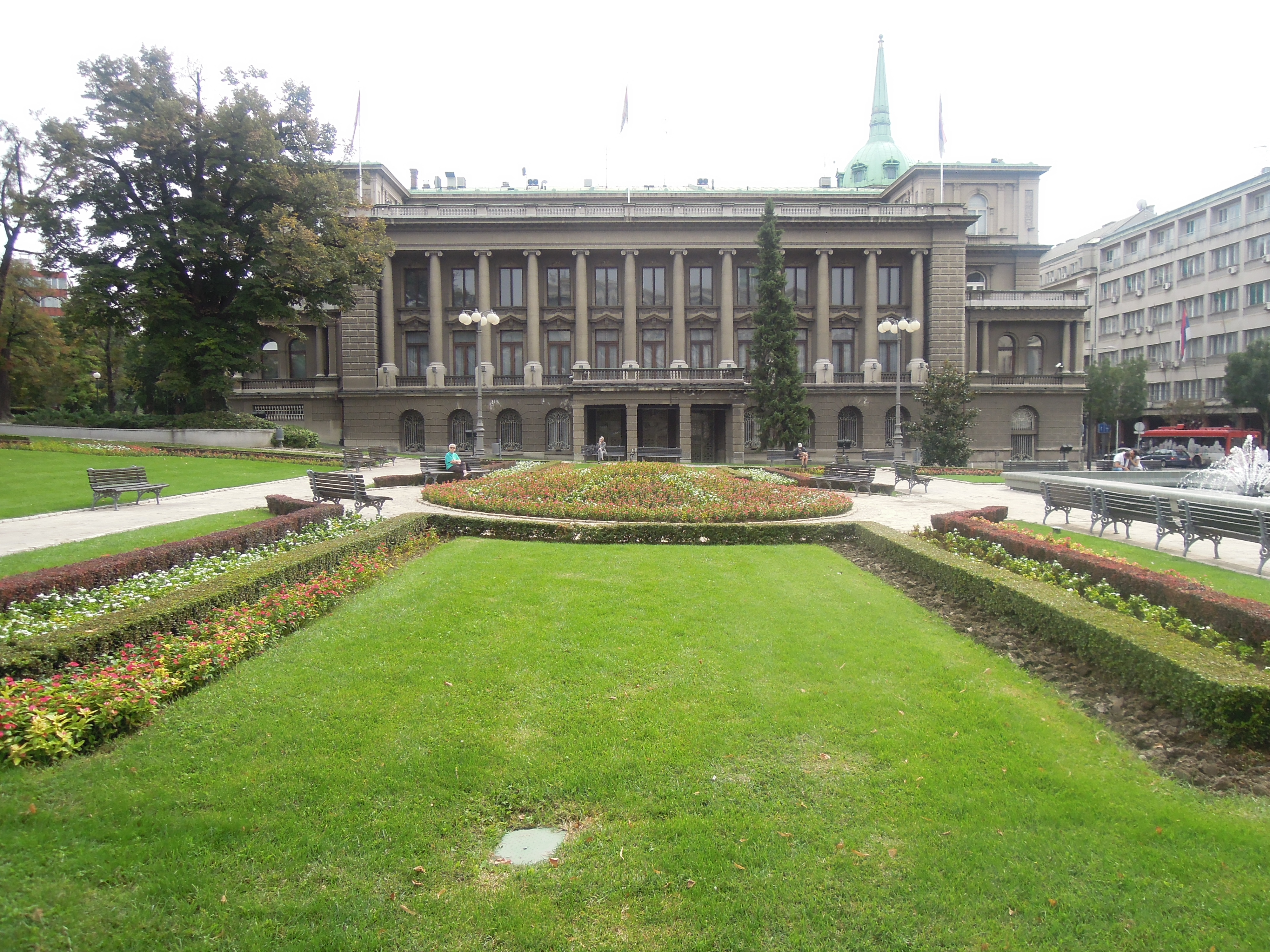
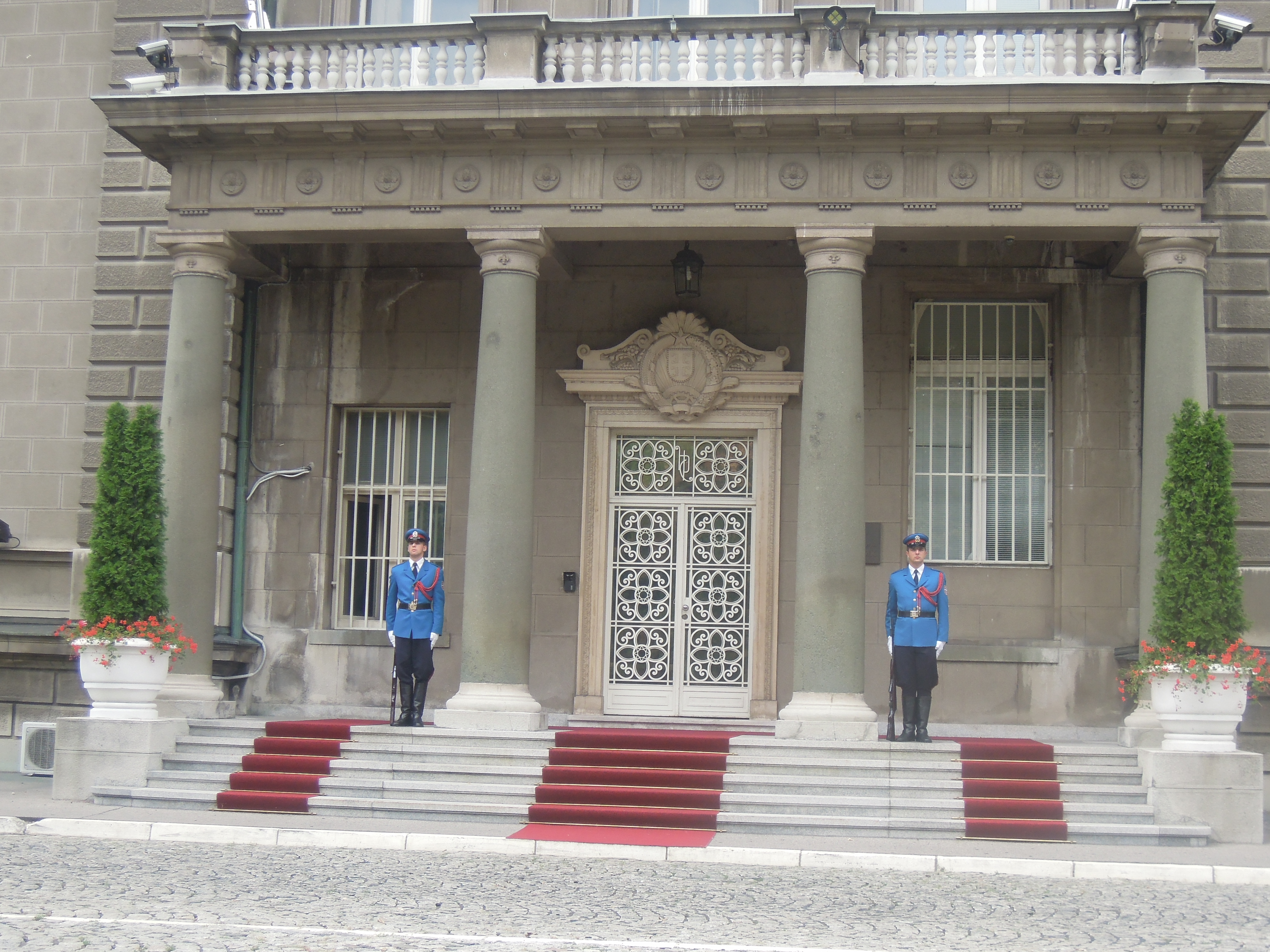
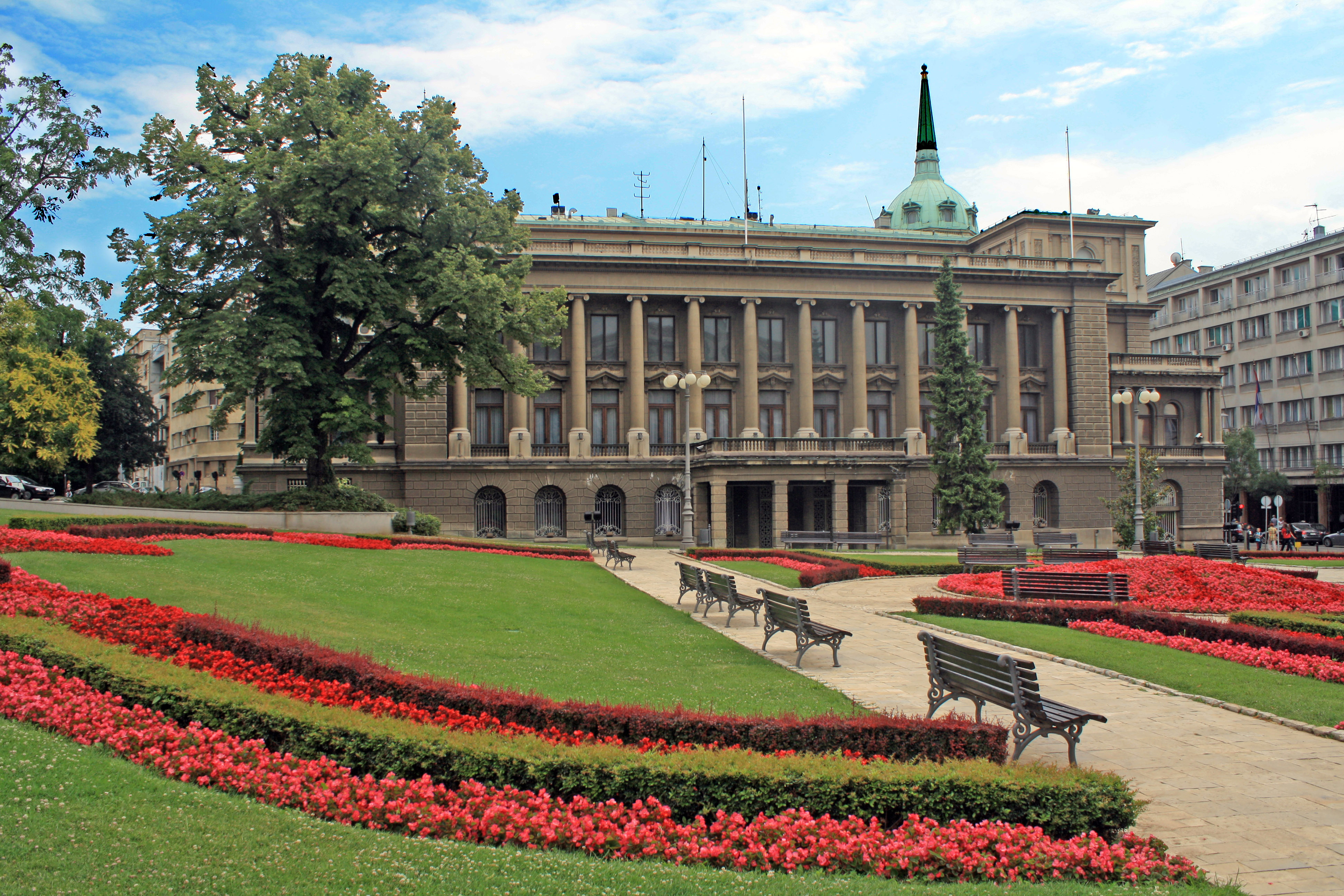
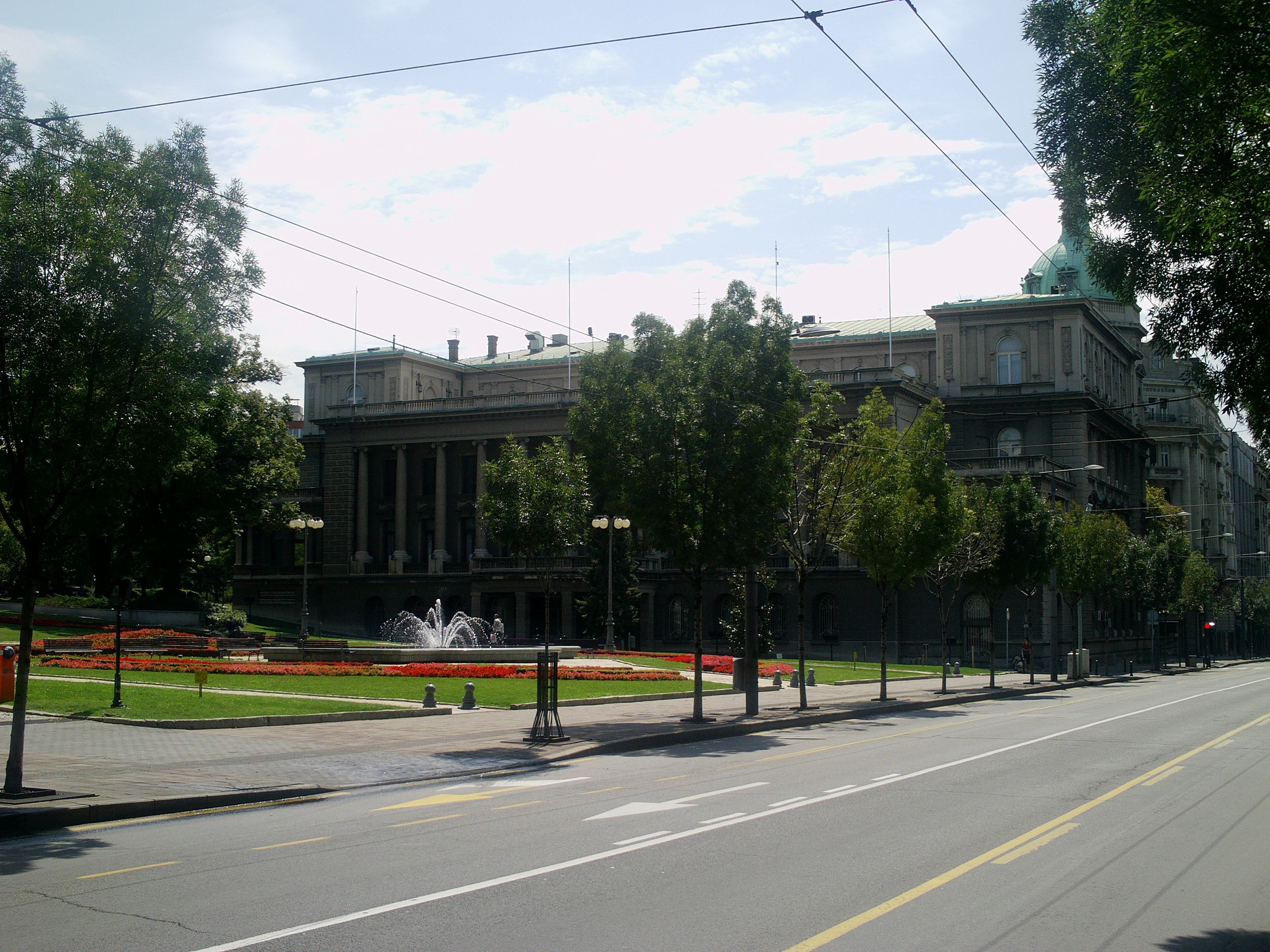
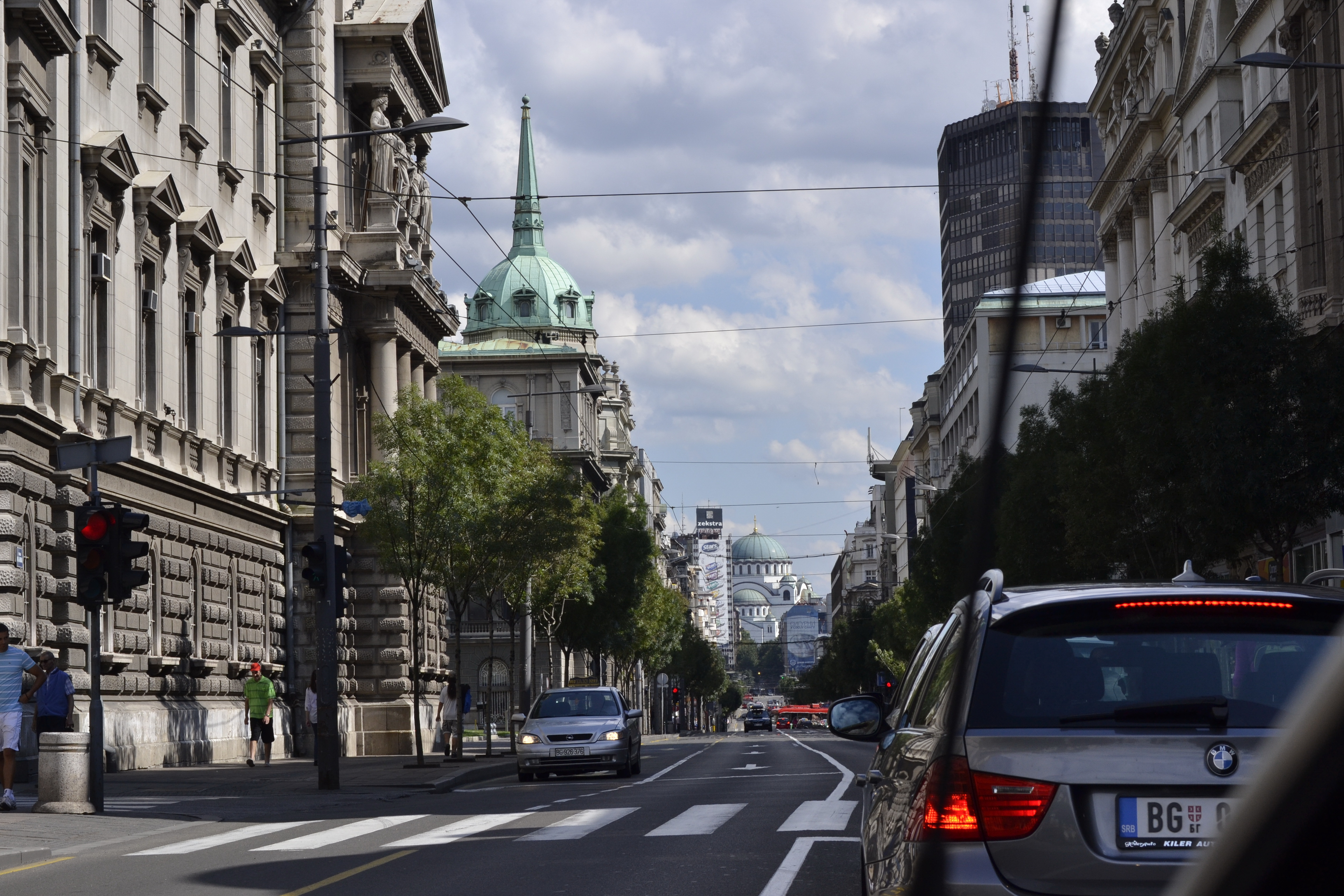
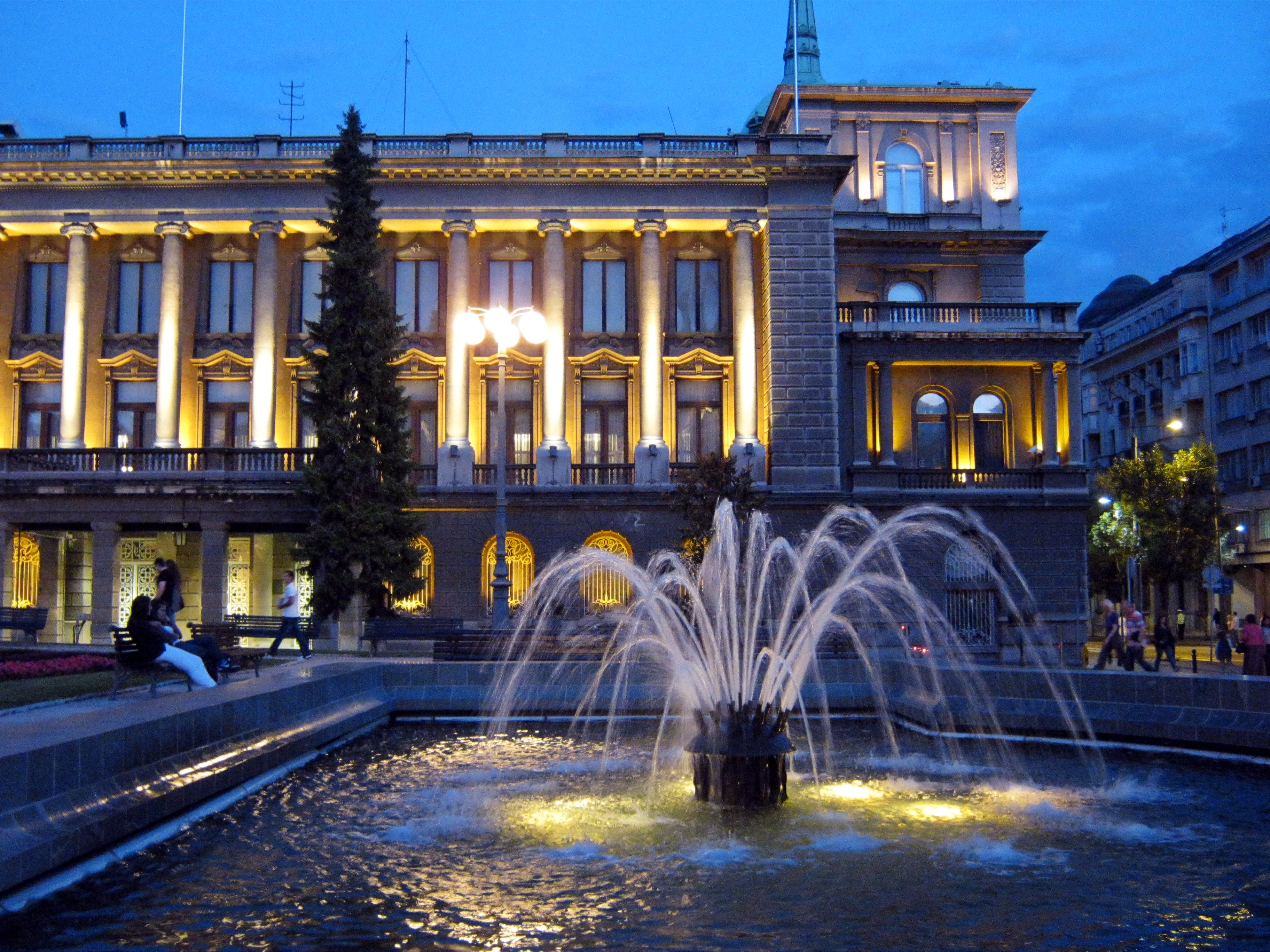
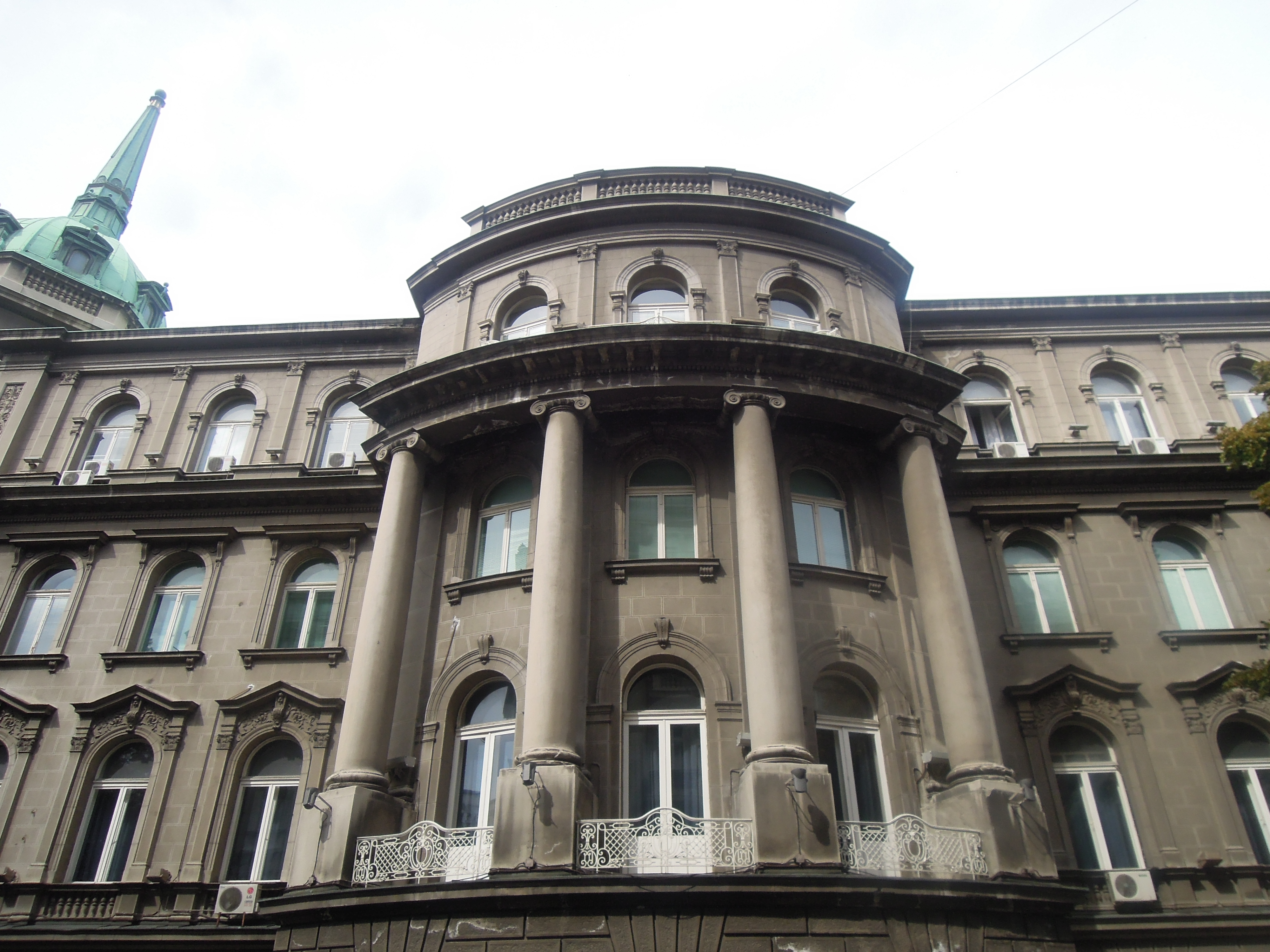
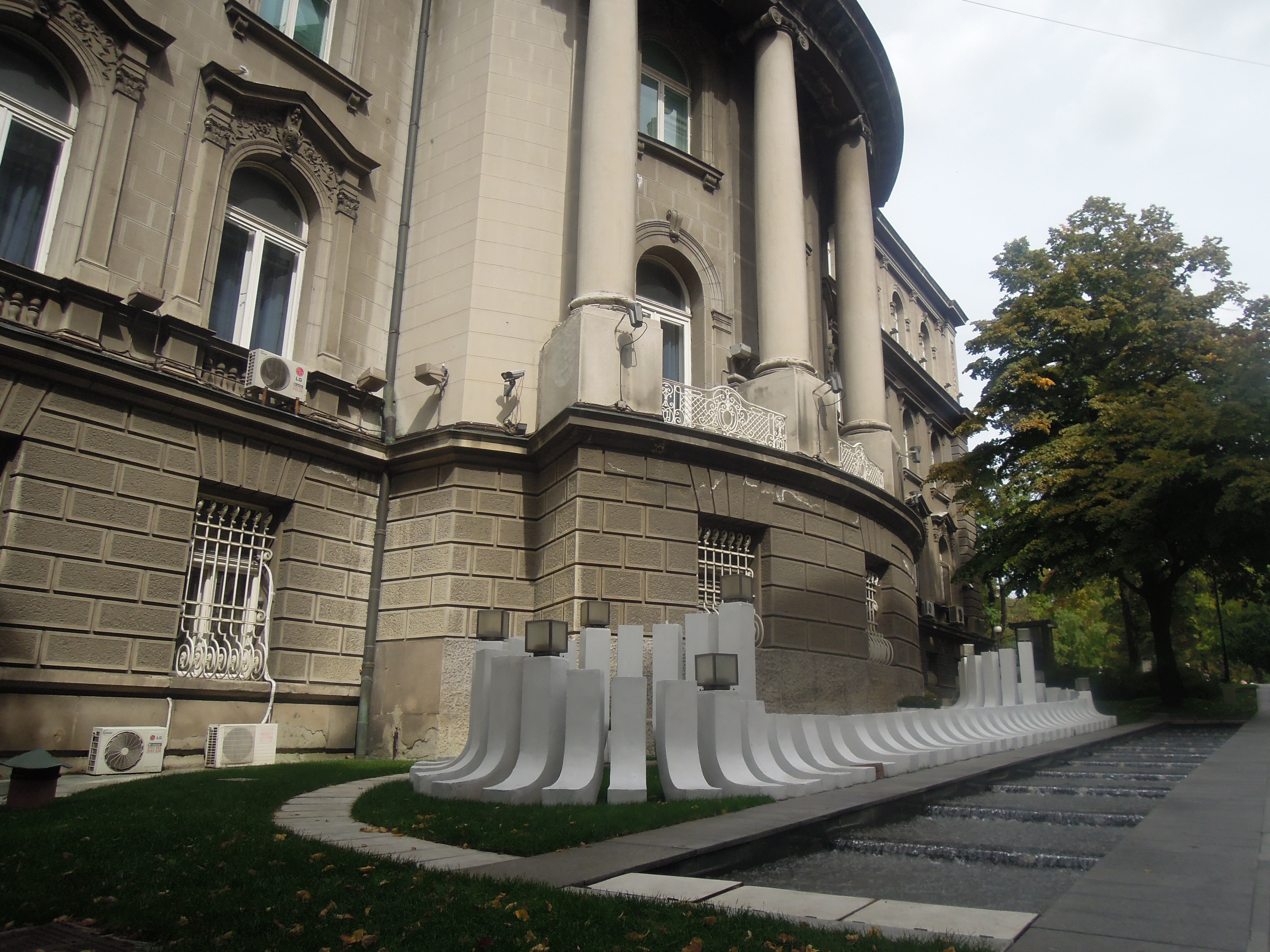
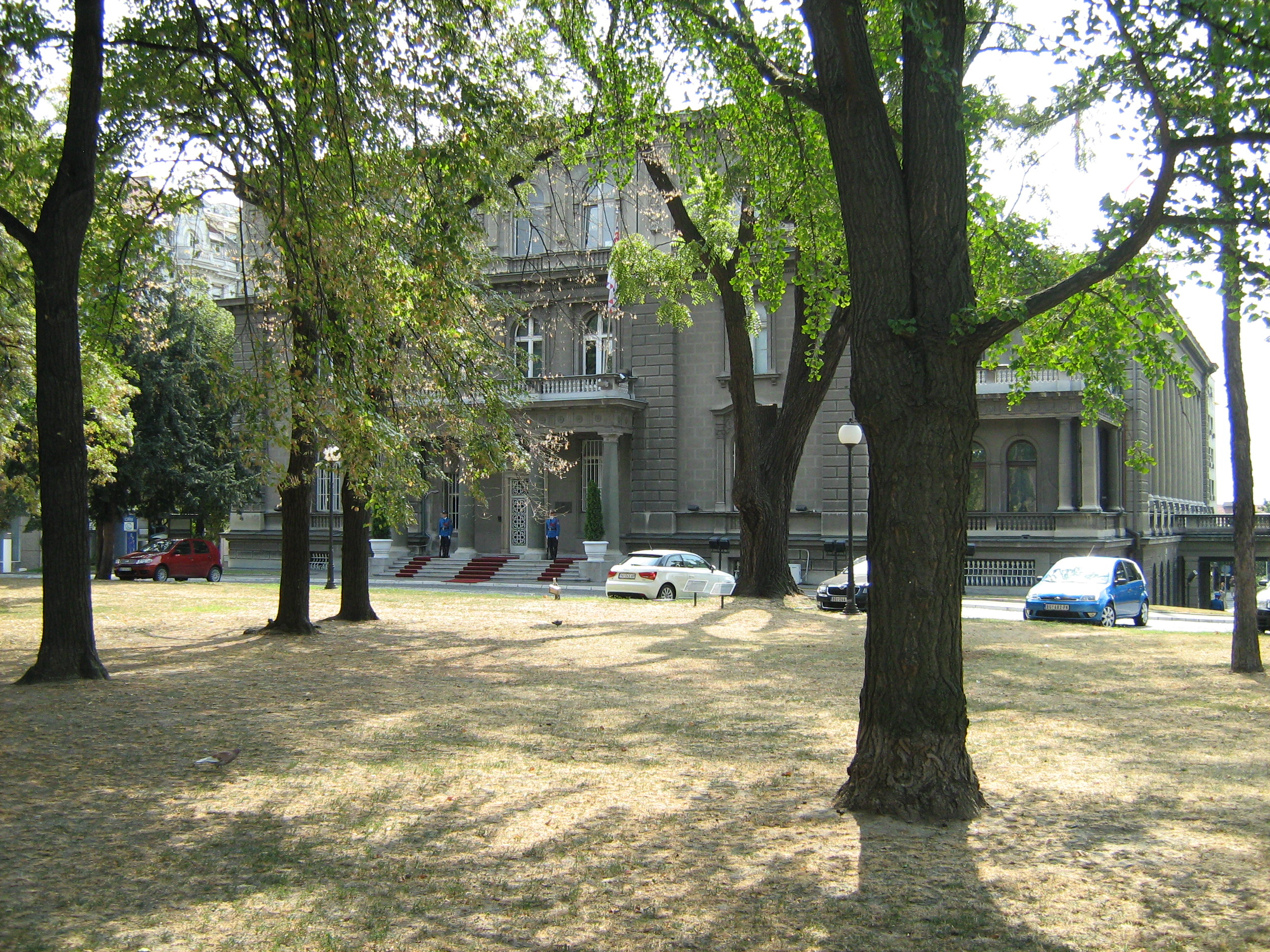